# Vitalina Varela (actrice)
Ne doit pas être confondu avec le film qui porte son nom, Vitalina Varela.
Pour les articles homonymes, voir Varela.
Vitalina Varela, née en 1966 au Cap-Vert (alors possession du Portugal), est une actrice et scénariste cap-verdienne.
Elle remporte le Léopard de la meilleure interprétation féminine au Festival international du film de Locarno pour son interprétation dans le film qui porte son nom réalisé par Pedro Costa.

## Filmographie

### Au cinéma
- 2014 : Cavalo Dinheiro
- 2019 : Vitalina Varela

## Récompenses et distinctions
- (en) Vitalina Varela: Awards, sur l'Internet Movie Database